# M-1 Global
M-1 Global（エムワン・グローバル）は、ロシアの総合格闘技団体。1997年11月1日に第1回大会「M-1 MFC: World Championship 1997」を開催。
2010年3月23日に「M-1 GLOBAL JAPAN」の発足を発表。2018年7月18日にUFCとパートナーシップに合意したことを発表し、M-1 Globalの王者がUFCと契約することや、UFCのために有望なロシア人選手をスカウトすること、UFCがロシアで大会を開催する際にM-1 Globalが後援することなどが合意の一部として盛り込まれた。王座の変遷については「M-1 Global王者一覧」を参照。